# Andrija Balić
Pour les articles homonymes, voir Balić (homonymie).
Andrija Balić, né le 11 août 1997 à Split, est un footballeur croate. Il évolue au poste de milieu de terrain au FC ViOn Zlaté Moravce.

## Carrière
Andrija Balić signe son premier contrat professionnel avec son club formateur en janvier 2014 et joue son premier match avec l'équipe première en avril de la même année. Il marque son premier but la saison suivante contre le NK Zadar, le 1er mars 2015. Ses performances lui valent d'être récompensé d'un nouveau contrat de trois ans à la fin de la saison 2014-2015.
Il rejoint le 1er février 2016 l'Udinese Calcio, en Serie A.

## Statistiques
| Saison                | Club                  | Championnat           | Championnat | Championnat | Coupe(s) nationale(s) | Coupe(s) nationale(s) | Compétition(s) continentale(s) | Compétition(s) continentale(s) | Compétition(s) continentale(s) | Total | Total |
| Saison                | Club                  | Division              | M.          | B.          | M.                    | B.                    | Comp.                          | M.                             | B.                             | M.    | B.    |
| 2013-2014             | HNK Hajduk Split      | Prva HNL              | 2           | 0           | 0                     | 0                     | -                              | -                              | -                              | 2     | 0     |
| 2014-2015             | HNK Hajduk Split      | Prva HNL              | 14          | 4           | 3                     | 2                     | -                              | -                              | -                              | 17    | 6     |
| 2015-2016             | HNK Hajduk Split      | Prva HNL              | 16          | 2           | 2                     | 0                     | C3                             | 8                              | 2                              | 26    | 4     |
| Sous-total            | Sous-total            | Sous-total            | 32          | 6           | 5                     | 2                     | -                              | 8                              | 2                              | 45    | 10    |
| 2015-2016             | Udinese Calcio        | Serie A               | 0           | 0           | 0                     | 0                     | -                              | -                              | -                              | 0     | 0     |
| Sous-total            | Sous-total            | Sous-total            | 0           | 0           | 0                     | 0                     | -                              | -                              | -                              | 0     | 0     |
| Total sur la carrière | Total sur la carrière | Total sur la carrière | 32          | 6           | 5                     | 2                     | -                              | 8                              | 2                              | 45    | 10    |